# Eyrarbakki
Eyrarbakki is een vissersplaats aan de zuidkust van IJsland met 577 inwoners. In Eyrarbakki staan nog vele oude gebouwen en het oudste gebouw, Húsið (Het huis in het IJslands), dat werd gebouwd in 1765 herbergt een volksmuseum. De lagere school dateert van 1852 en is de oudste school van het land. De oudste nog bestaande dijk van IJsland kan je ook vinden in Eyrarbakki, de dijk is gebouwd na een stormvloed in 1799 die veel schade had aangericht. Vlak bij Eyrarbakki staat een van de twee gevangenissen in IJsland.

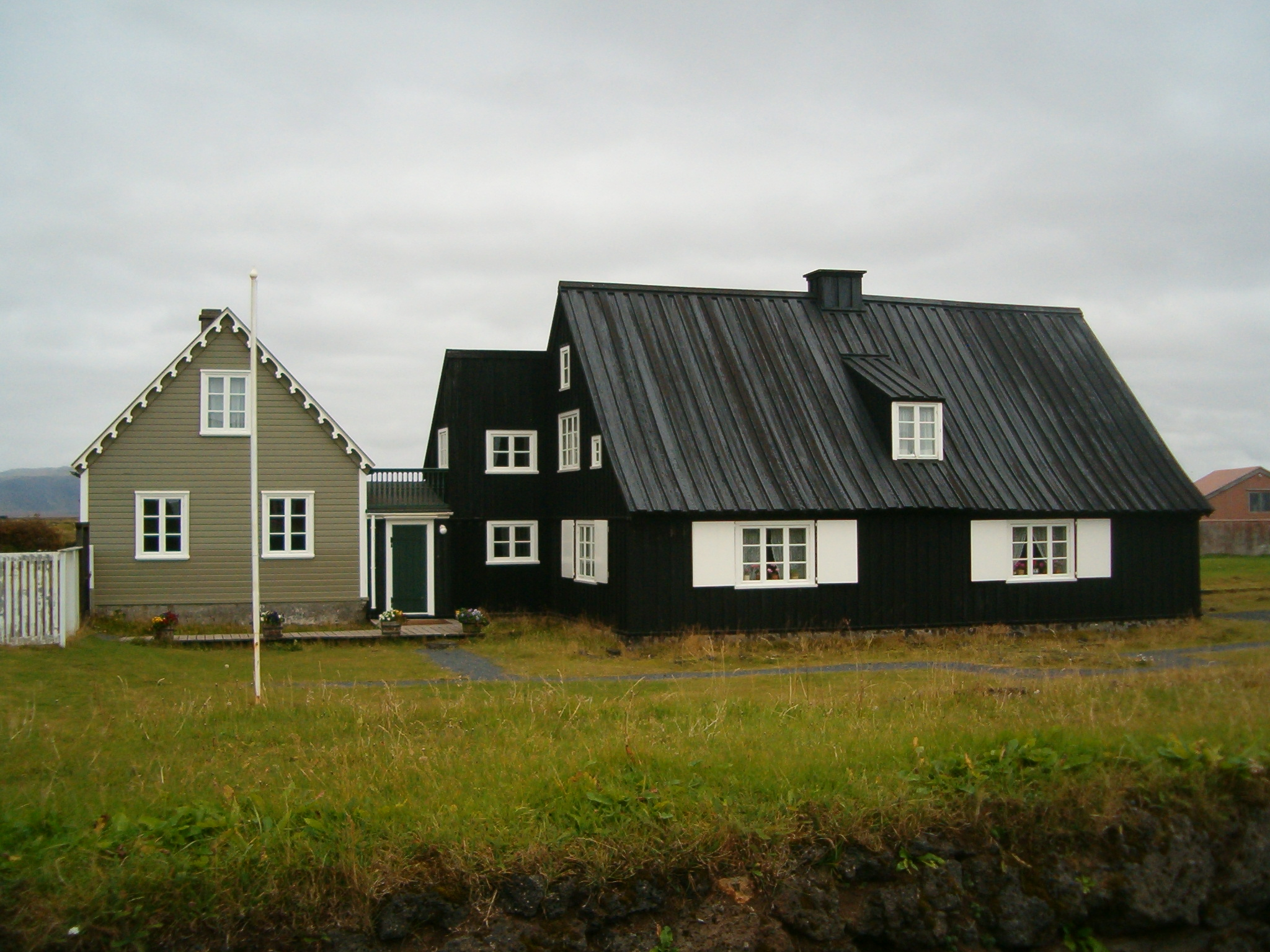
Húsið
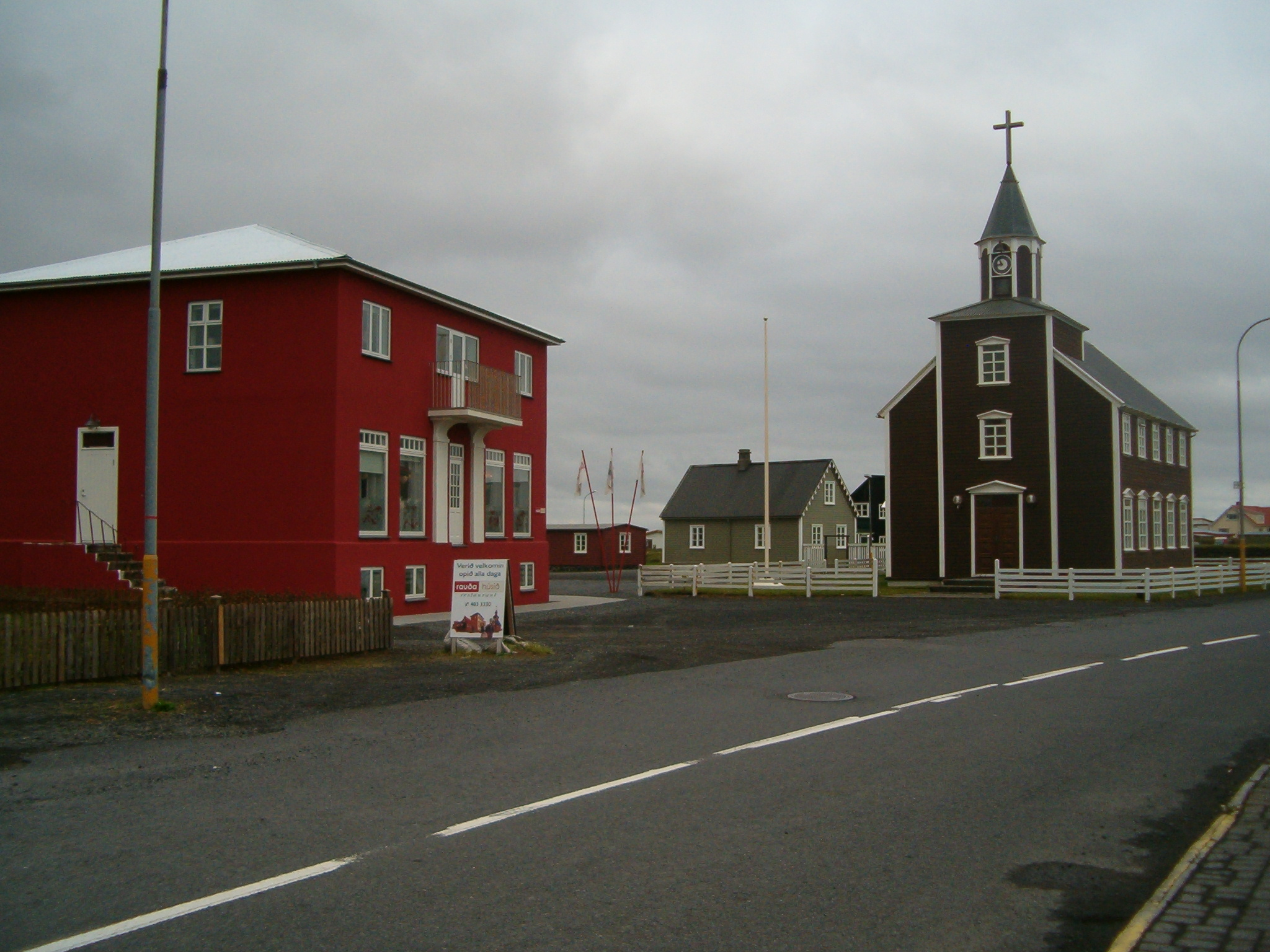
Kerkje van Eyrarbakki

## Bezienswaardigheden
- Kerk uit 1890
- Húsið, het oudste gebouw in Eyrarbakki
- De school uit 1852
- Eyrarbakki Maritime Museum
- Litla-Hraun, gevangenis uit 1929 vlak bij Eyrarbakki